# BAFTA (премия, 2006)
59-я церемония вручения наград премии BAFTA

19 февраля 2006
Лучший фильм: 

Горбатая гора 

Brokeback Mountain
Лучший британский фильм: 

Уоллес и Громит: Проклятие кролика-оборотня 

Wallace & Gromit: The Curse Of The Were-Rabbit
Лучший неанглоязычный фильм: 

Моё сердце биться перестало 

De battre mon cœur s’est arrêté
< 58-я Церемонии вручения 60-я >
59-я церемония вручения наград премии BAFTA, учреждённой Британской академией кино и телевизионных искусств, за заслуги в области кинематографа за 2005 год состоялась в Лондоне 19 февраля 2006 года.
С этого года и по настоящее время вручается специальная награда Orange Rising Star Award, предназначенная для популярных молодых актёров. Её первым обладателем стал Джеймс Макэвой.

## Полный список победителей и номинантов
| Победители выделены отдельным цветом. |

### Основные категории
| Категории                         | Победитель и номинанты |
| --------------------------------- | --- |
| Лучший фильм                      | • «Горбатая гора» — Дайана Оссана, Джеймс Шеймус                                                                                            |
| Лучший фильм                      | • «Доброй ночи и удачи» — Грант Хеслов |
| Лучший фильм                      | • «Капоте» — Кэролайн Бэрон, Уильям Винс, Майкл Оувен                                                                                       |
| Лучший фильм                      | • «Преданный садовник» — Саймон Ченнинг Уильямс                                                                                             |
| Лучший фильм                      | • «Столкновение» — Кэти Шулман, Дон Чидл, Боб Яри                                                                                           |
| Лучший британский фильм           | • «Уоллес и Громит: Проклятие кролика-оборотня» — Клэр Дженнингс, Дэвид Спрокстон, Ник Парк, Питер Лорд, Стив Бокс, Боб Бейкер, Марк Бёртон |
| Лучший британский фильм           | • «Гордость и предубеждение» — Тим Беван, Эрик Феллнер, Пол Уэбстер, Джо Райт, Дебора Моггак                                                |
| Лучший британский фильм           | • «Тристрам Шенди: История петушка и бычка» — Эндрю Итон, Мартин Харди, Майкл Уинтерботтом                                                  |
| Лучший британский фильм           | • «Преданный садовник» — Саймон Ченнинг Ульямс, Джеффри Кейн, Фернанду Мейреллиш                                                            |
| Лучший британский фильм           | • «Фестиваль» — Кристофер Янг, Энни Гриффин                                                                                                 |
| Лучший неанглоязычный фильм       | • «Моё сердце биться перестало» (режиссёр — Жак Одьяр; Франция)                                                                             |
| Лучший неанглоязычный фильм       | • «Большое путешествие» (режиссёр — Исмаэль Ферруки; Франция)                                                                               |
| Лучший неанглоязычный фильм       | • «Разборки в стиле кунг-фу» (режиссёр — Стивен Чоу; Китай, Гонконг)                                                                        |
| Лучший неанглоязычный фильм       | • «Счастливого Рождества» (режиссёр — Кристиан Карион; Франция)                                                                             |
| Лучший неанглоязычный фильм       | • «Цоци» (режиссёр — Гэвин Худ; ЮАР) |
| Лучшая режиссёрская работа        | • Энг Ли — «Горбатая гора» |
| Лучшая режиссёрская работа        | • Беннетт Миллер — «Капоте» |
| Лучшая режиссёрская работа        | • Пол Хаггис — «Столкновение» |
| Лучшая режиссёрская работа        | • Джордж Клуни — «Доброй ночи и удачи» |
| Лучшая режиссёрская работа        | • Фернанду Мейреллиш — «Преданный садовник»                                                                                                 |
| Лучшая мужская роль               | • Филипп Сеймур Хоффман — «Капоте» |
| Лучшая мужская роль               | • Хит Леджер — «Горбатая гора» |
| Лучшая мужская роль               | • Хоакин Феникс — «Переступить черту» |
| Лучшая мужская роль               | • Дэвид Стрэтэйрн — «Доброй ночи и удачи»                                                                                                   |
| Лучшая мужская роль               | • Рэйф Файнс — «Преданный садовник» |
| Лучшая женская роль               | • Риз Уизерспун — «Переступить черту» |
| Лучшая женская роль               | • Шарлиз Терон — «Северная страна» |
| Лучшая женская роль               | • Рэйчел Вайс — «Преданный садовник» |
| Лучшая женская роль               | • Чжан Цзыи — «Мемуары гейши» |
| Лучшая женская роль               | • Джуди Денч — «Миссис Хендерсон представляет»                                                                                              |
| Лучшая мужская роль второго плана | • Джейк Джилленхол — «Горбатая гора» |
| Лучшая мужская роль второго плана | • Мэтт Диллон — «Столкновение» |
| Лучшая мужская роль второго плана | • Дон Чидл — «Столкновение» |
| Лучшая мужская роль второго плана | • Джордж Клуни — «Сириана» |
| Лучшая мужская роль второго плана | • Джордж Клуни — «Доброй ночи и удачи» |
| Лучшая женская роль второго плана | • Тэнди Ньютон — «Столкновение» |
| Лучшая женская роль второго плана | • Кэтрин Кинер — «Капоте» |
| Лучшая женская роль второго плана | • Мишель Уильямс — «Горбатая гора» |
| Лучшая женская роль второго плана | • Фрэнсис Макдорманд — «Северная страна» |
| Лучшая женская роль второго плана | • Бренда Блетин — «Гордость и предубеждение»                                                                                                |
| Лучший адаптированный сценарий    | • «Горбатая гора» — Дайана Оссана, Ларри МакМёртри                                                                                          |
| Лучший адаптированный сценарий    | • «Капоте» — Дэн Фаттерман |
| Лучший адаптированный сценарий    | • «Преданный садовник» — Джеффри Кейн |
| Лучший адаптированный сценарий    | • «Оправданная жестокость» — Джош Олсон |
| Лучший адаптированный сценарий    | • «Гордость и предубеждение» — Дебора Моггак                                                                                                |
| Лучший оригинальный сценарий      | • «Столкновение» — Пол Хаггис, Роберт Мореско                                                                                               |
| Лучший оригинальный сценарий      | • «Доброй ночи и удачи» — Джордж Клуни, Грант Хеслов                                                                                        |
| Лучший оригинальный сценарий      | • «Миссис Хендерсон представляет» — Мартин Шерман                                                                                           |
| Лучший оригинальный сценарий      | • «Нокдаун» — Акива Голдсман, Клифф Холлингсворт                                                                                            |
| Лучший оригинальный сценарий      | • «Отель Руанда» — Кир Пирсон, Терри Джордж                                                                                                 |

### Другие категории
| Категории                                                                                                 | Победитель и номинанты |
| --- | --- |
| Лучшая музыка к фильму                                                                                    | • «Мемуары гейши» — Джон Уильямс |
| Лучшая музыка к фильму                                                                                    | • «Горбатая гора» — Густаво Сантаолалья |
| Лучшая музыка к фильму                                                                                    | • «Миссис Хендерсон представляет» — Джордж Фентон |
| Лучшая музыка к фильму                                                                                    | • «Переступить черту» — Ти-Боун Бёрнэт |
| Лучшая музыка к фильму                                                                                    | • «Преданный садовник» — Альберто Иглесиас |
| Лучшая операторская работа                                                                                | • «Мемуары гейши» — Дион Биби |
| Лучшая операторская работа                                                                                | • «Горбатая гора» — Родриго Прието |
| Лучшая операторская работа                                                                                | • «Преданный садовник» — Сесар Чарлоне |
| Лучшая операторская работа                                                                                | • «Птицы 2: Путешествие на край света» — Лоран Шале, Жером Мэзон                                                                                                |
| Лучшая операторская работа                                                                                | • «Столкновение» — Джеймс Муро |
| Лучшие визуальные эффекты                                                                                 | • «Кинг-Конг» — Джо Леттери, Кристиан Риверс, Брайан Ван’т Хул, Ричард Тейлор                                                                                   |
| Лучшие визуальные эффекты                                                                                 | • «Бэтмен: Начало» — Янек Сиррс, Дэн Гласс, Крис Корбоулд, Пол Дж. Франклин                                                                                     |
| Лучшие визуальные эффекты                                                                                 | • «Гарри Поттер и Кубок огня» — Джим Митчелл, Джон Ричардсон, Тимоти Уэббер, Тим Александр                                                                      |
| Лучшие визуальные эффекты                                                                                 | • «Хроники Нарнии: Лев, колдунья и волшебный шкаф» — Дин Райт, Билл Вестенхофер, Джим Берни, Скотт Фаррар                                                       |
| Лучшие визуальные эффекты                                                                                 | • «Чарли и шоколадная фабрика» — Ник Дэвис, Джон Тум, Час Джарретт, Джосс Уильямс                                                                               |
| Лучший грим                                                                                               | • «Хроники Нарнии: Лев, колдунья и волшебный шкаф» — Ховард Бергер, Грегори Никотеро, Никки Гули                                                                |
| Лучший грим                                                                                               | • «Гарри Поттер и Кубок огня» — Ник Дадмен, Аманда Найт, Эйтн Феннелл                                                                                           |
| Лучший грим                                                                                               | • «Гордость и предубеждение» — Фэй Хэммонд |
| Лучший грим                                                                                               | • «Мемуары гейши» — Норико Ватанабэ, Кейт Бискоу, Линделл Кийо, Келвин Трэн                                                                                     |
| Лучший грим                                                                                               | • «Чарли и шоколадная фабрика» — Питер Оуэн, Ивана Приморак |
| Лучший дизайн костюмов                                                                                    | • «Мемуары гейши» — Коллин Этвуд |
| Лучший дизайн костюмов                                                                                    | • «Гордость и предубеждение» — Жаклин Дюрран |
| Лучший дизайн костюмов                                                                                    | • «Миссис Хендерсон представляет» — Сэнди Пауэлл |
| Лучший дизайн костюмов                                                                                    | • «Хроники Нарнии: Лев, колдунья и волшебный шкаф» — Изис Мессенден                                                                                             |
| Лучший дизайн костюмов                                                                                    | • «Чарли и шоколадная фабрика» — Габриэлла Пескуччи |
| Лучшая работа художника-постановщика                                                                      | • «Гарри Поттер и Кубок огня» — Стюарт Крэйг |
| Лучшая работа художника-постановщика                                                                      | • «Бэтмен: Начало» — Натан Кроули |
| Лучшая работа художника-постановщика                                                                      | • «Кинг-Конг» — Грант Мейджор |
| Лучшая работа художника-постановщика                                                                      | • «Мемуары гейши» — Джон Майр |
| Лучшая работа художника-постановщика                                                                      | • «Чарли и шоколадная фабрика» — Алекс МакДауэлл |
| Лучший монтаж                                                                                             | • «Преданный садовник» — Клэр Симпсон |
| Лучший монтаж                                                                                             | • «Горбатая гора» — Джеральдин Перони, Дилан Тичнор |
| Лучший монтаж                                                                                             | • «Доброй ночи и удачи» — Стивен Миррион |
| Лучший монтаж                                                                                             | • «Птицы 2: Путешествие на край света» — Сабина Эмильяни |
| Лучший монтаж                                                                                             | • «Столкновение» — Хьюз Уинборн |
| Лучший звук                                                                                               | • «Переступить черту» — Пол Мэсси, Питер Кёрланд и другие… |
| Лучший звук                                                                                               | • «Бэтмен: Начало» — Дэвид Эванс, Питер Линдсей, Стефан Хенрикс                                                                                                 |
| Лучший звук                                                                                               | • «Кинг-Конг» — Хэммонд Пик, Майк Хопкинс и другие… |
| Лучший звук                                                                                               | • «Преданный садовник» — Стюарт Уилсон, Свен Тэйтс и другие… |
| Лучший звук                                                                                               | • «Столкновение» — Адам Дженкинс, Ричард Ван Дайк и другие… |
| Лучший анимационный короткометражный фильм                                                                | • Fallen Art — Ярек Соко, Пётр Сикора, Томаш Бажински |
| Лучший анимационный короткометражный фильм                                                                | • Film Noir — Осберт Паркер |
| Лучший анимационный короткометражный фильм                                                                | • Kamiya’s Correspondence — Сумито Сакакибара |
| Лучший анимационный короткометражный фильм                                                                | • Загадочные географические исследования Джаспера Морелло / The Mysterious Geographic Explorations Of Jasper Morello — Энтони Лукас, Джулия Лукас, Марк Ширрефс |
| Лучший анимационный короткометражный фильм                                                                | • Rabbit — Ран Рэйк |
| Лучший короткометражный фильм                                                                             | • Antonio’s Breakfast — Ховард Стодждон, Эмбер Темплмор-Финлейсон, Дэниэл Маллой                                                                                |
| Лучший короткометражный фильм                                                                             | • Call Register — Кит Хокинс, Адам Тадхоуп, Эд Роу |
| Лучший короткометражный фильм                                                                             | • Lucky — Бекс Хопкинс, Эви Лутра |
| Лучший короткометражный фильм                                                                             | • Heydar, An Afghan In Tehran — Хомайон Ассадьян, Бабак Джалали                                                                                                 |
| Лучший короткометражный фильм                                                                             | • Heavy Metal Drummer — Аманда Бойл, Люк Моррис, Тоби МакДоналд                                                                                                 |
| Премия им. Карла Формана лучшему британскому режиссёру, сценаристу или продюсеру за свой первый кинофильм | • «Гордость и предубеждение» — Джо Райт (режиссёр) |
| Премия им. Карла Формана лучшему британскому режиссёру, сценаристу или продюсеру за свой первый кинофильм | • «Всё» — Ричард Хокинс (режиссёр) |
| Премия им. Карла Формана лучшему британскому режиссёру, сценаристу или продюсеру за свой первый кинофильм | • «Отстреливая собак» — Дэвид Белтон (продюсер) |
| Премия им. Карла Формана лучшему британскому режиссёру, сценаристу или продюсеру за свой первый кинофильм | • «Фестиваль» — Энни Гриффин (режиссёр, сценарист) |
| Премия им. Карла Формана лучшему британскому режиссёру, сценаристу или продюсеру за свой первый кинофильм | • «Цоци» — Питер Фудаковски (продюсер) |
| Восходящая звезда                                                                                         | • Джеймс Макэвой |
| Восходящая звезда                                                                                         | • Гаэль Гарсиа Берналь |
| Восходящая звезда                                                                                         | • Чиветел Эджиофор |
| Восходящая звезда                                                                                         | • Рейчел МакАдамс |
| Восходящая звезда                                                                                         | • Мишель Уильямс |
| Michael Balcon Award за вклад в развитие британского кинематографа                                        | • Роберт «Чак» Финч |
| Michael Balcon Award за вклад в развитие британского кинематографа                                        | • Билли Меррелл |
| BAFTA Academy Fellowship Award                                                                            | • Дэвид Путтнам — продюсер |
| BAFTA Academy Fellowship Award                                                                            | • Кен Лоуч — кинорежиссёр |